# Bunkyo

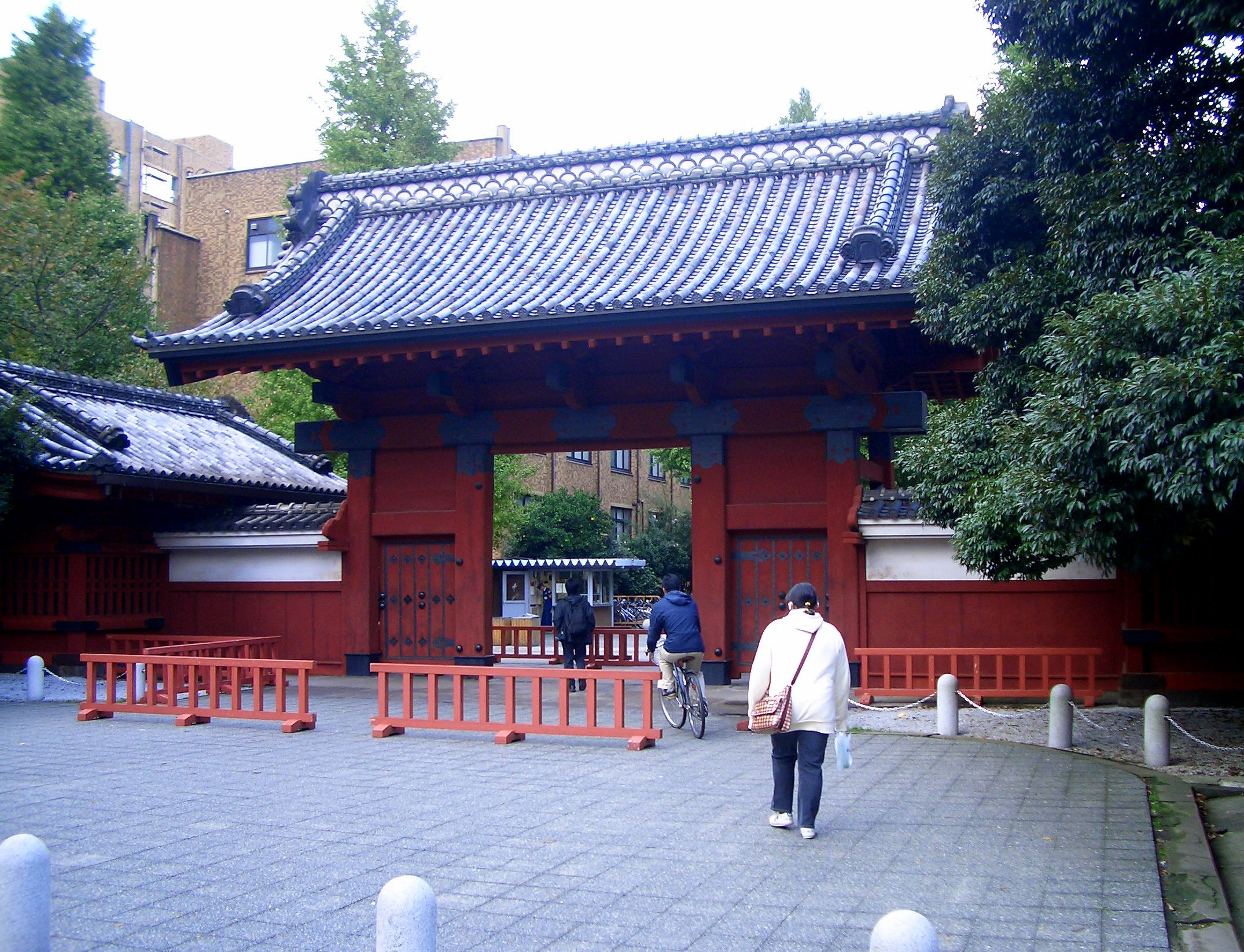
Akamon Gate na Universidade de Tóquio.

Bunkyō (文京区; Bunkyō-ku) é uma região especial da Metrópole de Tóquio, no Japão.
Em julho de 2005 a região tinha uma população de 179,467 habitantes, incluindo 6,511 residentes estrangeiros e uma densidade populacional de 15,868 h/km². Tem uma área total de 11.31 km².
Bunkyo foi fundada a 15 de março de 1947.

## Subdivisões
- Hongo, onde está localizada a Universidade de Tóquio
- Yayoi
- Hakusan